# デジタルマーケティング
デジタルマーケティング (英: digital marketing) は、インターネットと、デスクトップコンピュータ、携帯電話、その他のデジタルメディアやプラットフォームなどのデジタルテクノロジーを利用して製品やサービスを広告し、また直接販売へ導くマーケティングの手法である。
デジタルマーケティングは、インターネットマーケティング（オンラインマーケティング、インターネットマーケティング、ウェブマーケティング）も含める。イタリアでは、デジタルマーケティングはウェブマーケティングと呼ばれている。
デジタルマーケティングという用語は、時間の経過とともに人気が高まっている。アメリカでは、オンラインマーケティングは今でも人気のある用語である。
世界的なデジタルマーケティングは、特に2013年以降、最も一般的な用語になった。
1990年代から2000年代にかけての進化により、ブランドや企業がマーケティングにテクノロジーを使用する方法が変化した。人々が実店舗に行く代わりにデジタルデバイスを使用するようになるにつれて、デジタルプラットフォームがマーケティング計画や日常生活にますます組み込まれるようになり 、さまざまなデジタルマーケティングキャンペーンが行われるようになった。
検索エンジン最適化（SEO）、検索エンジンマーケティング（SEM）、コンテンツマーケティング、インフルエンサーマーケティング、コンテンツ自動化、キャンペーンマーケティング、データ主導型マーケティング、 電子商取引マーケティング、ソーシャルメディアマーケティング、ソーシャルメディア最適化、電子メールダイレクトマーケティング、ディスプレイ広告、 電子ブックなどのデジタルマーケティング手法は当たり前になっている。
デジタルマーケティングは、テレビ、携帯電話（ SMSおよびMMS ）、コールバック、保留中のモバイル着信音などのデジタルメディアを提供するインターネットチャネル以外の媒体にまで及ぶ。 デジタルマーケティングは、インターネットチャネル以外の媒体への施策も含む点で、オンラインマーケティングとは異なり、より広い概念を表す。

## 歴史
デジタルマーケティングの進化は、技術の進化と切り離して語ることはできない。1971年にレイ・トムリンソンが最初の電子メールを送信してから、このテクノロジーは、人々がさまざまなマシンを介してファイルを送受信できるプラットフォームを形成された。ただし、デジタルマーケティングが開始されたと認識できる時期は、1990年にArchie検索エンジンがFTPサイトのインデックスとして作成されてからである。1980年代には、コンピュータの記憶容量はすでに大量の顧客情報を保存するのに十分な大きさであった。企業は、限定された名簿業者だけでなく、データベースマーケティングなどのオンライン手法を利用し始めた。これらの種類のデータベースにより、企業は顧客の情報をより効果的に追跡できるようになり、買い手と売り手の関係が変わった。ただし、手動によるプロセスはそれほど効率的ではなかった。
1990年代に、デジタルマーケティングという用語が最初に造られた。サーバー/クライアントアーキテクチャのデビューとパーソナルコンピュータの人気により、顧客関係管理（CRM）アプリケーションはマーケティングテクノロジの重要な要素になった。激しい競争により、ベンダーは、マーケティング、販売、サービスアプリケーションなど、より多くのサービスをソフトウェアに組み込むことを余儀なくされました。インターネットが誕生した後、マーケターはeCRMソフトウェアによって膨大なオンライン顧客データを所有することもできました。企業は、顧客のニーズのデータを更新し、経験の優先順位を取得できる。これにより、1994年に最初のクリック可能なバナー広告が公開されました。これはAT＆Tによる「YouWill」キャンペーンであり、公開されてから最初の4か月で、それを見たすべての人の44％が広告をクリックした。
2000年代には、インターネットユーザーの増加とiPhoneの誕生により、顧客は営業担当者に相談するのではなく、最初にオンラインで製品を検索してニーズを決定し始めた。これは、企業のマーケティング部門に新たな問題を引き起こした。 さらに、2000年に英国で行われた調査では、ほとんどの小売業者が独自ドメインアドレスを登録していないことがわかった。これらの問題により、マーケターはデジタルテクノロジーを市場開発に統合する新しい方法を見つけるようになった。
2007年、マーケティング・オートメーションが、進化し続けるマーケティング環境への対応として開発された。マーケティングの自動化は、ソフトウェアを使用して従来のマーケティングプロセスを自動化するプロセスである。マーケティングの自動化は、企業が顧客をセグメント化し、マルチチャネルマーケティングキャンペーンを開始し、顧客にパーソナライズされた情報を提供するのに役立った。ただし、消費者向けデバイスへの適応速度は十分ではなかった。
デジタルマーケティングは2000年代と2010年代にさらに洗練され、 デジタルメディアにアクセスできるデバイスの急増が突然の成長につながった 。2012年と2013年に作成された統計は、デジタルマーケティングがまだ成長していることを示した。LinkedIn、Facebook、YouTube、Twitterなどのソーシャルメディアの開発に伴い、消費者は日常生活でデジタル電子機器に大きく依存するようになった。したがって、彼らは製品の情報を検索するためのさまざまなチャネルにわたるシームレスなユーザーエクスペリエンスを期待していた。顧客行動の変化は、マーケティング技術の多様化を改善した。
デジタルメディアの成長は、2010年に48％の成長でデジタルメディアの支出で年間4.5兆のオンライン広告が配信されると推定された。広告の増加する部分は、インターネットユーザー向けの広告を調整するためにオンライン行動広告（OBA）を採用している企業に起因しているが、OBAは消費者のプライバシーとデータ保護の懸念を提起している。

## 新しい非線形マーケティングアプローチ
インタラクティブマーケティングの一種である非線形マーケティングは、インターネットユーザーのオンライン活動に関する情報を収集し、複数の領域で目に見えるようにするビジネスに基づいた長期的なマーケティングアプローチである。
消費者への直接的な一方向のメッセージング（印刷物、テレビ、ラジオ広告を介した）を含む従来のマーケティング手法とは異なり、非線形デジタルマーケティング戦略は、複数のオンラインチャネルにわたって見込み客にリーチすることに重点を置いている。
より高度な消費者知識とより洗練された消費者向け製品への需要と相まって、この変化により、多くの企業はアウトリーチ戦略を再考し、十分なブランド露出、エンゲージメント、リーチを維持するためにオムニチャネルの非線形マーケティング手法を組み込む必要がある。
非線形マーケティング戦略には、広告をさまざまなプラットフォームに適応させ 、大勢の首尾一貫したオーディエンスではなく、さまざまな個々の購入者に合わせて広告を調整する取り組みが含まれる。
戦術には次のものが含まれる。
- 検索エンジン最適化（SEO）
- ソーシャルメディアマーケティング
- ビデオマーケティング
- メールマーケティング
- ブログ
- ウェブサイトのマーケティング
- 有料検索/コンテンツターゲット広告

いくつかの研究は、従来のマーケティングアプローチに対する消費者の反応が企業にとって予測しにくくなっていることを示している。2018年の調査によると、米国のオンライン消費者の90％近くが、来店や購入の前にオンラインで商品やブランドを調査していた。Global Web Indexは、2018年に消費者の50％強がソーシャルメディアで製品を研究したと推定している。多くの場合、企業はソーシャルメディアで製品を前向きに描写する個人に依存しており、そのようなコメントを生成するために、ソーシャルメディアのフォロワーが多い人々をターゲットにするようにマーケティング戦略を適応させる場合がある。このようにして、企業は消費者を使用して製品やサービスを宣伝し、会社のコストを削減できる。

## ブランド認知度
現代のデジタルマーケティングの主要な目的の1つは、ブランド認知度、つまり顧客や一般の人々が特定のブランドに精通し、認識している程度を高めることである。
ブランドの認知度を高めることは、ブランドの認識と消費者の意思決定に影響を与えるため、デジタルマーケティング、および一般的なマーケティングにおいて重要である。2015年のエッセイ『消費者行動に対するブランドの影響』によると、「ブランドの公平性の基本的な側面の1つであるブランドの認知度は、ブランドを検討セットに含めるための主な要因であるため、消費者の購入決定の前提条件と見なされることがよくあります。ブランドの認知度は、ブランドとその特性に精通しているため、消費者が認識するリスク評価と購入決定に対する自信にも影響を与える可能性があります 。」とのこと。
最近の傾向は、企業とデジタルマーケターがブランド認知を優先しており、ブランドの認知と想起を促進するためのデジタルマーケティングの取り組みにこれまでよりも重点を置いていることを示している。これは、2019年のコンテンツマーケティングインスティテュートの調査によって証明されている。この調査によると、デジタルマーケターの81％が過去1年間にブランド認知度の向上に取り組んできた。
別のコンテンツマーケティングインスティテュートの調査によると、B2Bマーケターの89％が、売り上げの増加に向けた取り組みよりもブランド認知度の向上が重要であると考えている。
ブランド認知度の向上は、いくつかの理由からデジタルマーケティング戦略の焦点になっている。
- オンラインショッピングの成長。Statistaの調査によると、米国では2億3050万人がインターネットを使用して、2016年の2億960万人から、2021年までに商品の買い物、比較、購入を行う予定[38]。ビジネスソフトウェア会社のSalesforceの調査によると、87％の人が2018年にデジタルチャネルで製品やブランドの検索を開始した[39]。
- 顧客行動におけるデジタルインタラクションの役割。米国で行われるすべての小売購入の70％は、オンラインでのブランドとの相互作用によってある程度影響を受けると推定されている[40]。
- オンライン消費者の意思決定におけるブランド認知の影響力と役割の高まり、サービスを検索するオンライン買い物客の82％は、知っているブランドを優先している[41]。
- ソーシャルメディアの使用、利便性、影響力。Hootsuiteによる最近のレポートでは、ソーシャルメディアプラットフォームのアクティブユーザーは34億人を超え、2018年から9％増加したと推定されている [42]。マニフェストによる2019年の調査によると、ソーシャルメディアユーザーの74％がソーシャルサイトでブランドをフォローしており、ビジネスをフォローしている人の96％もソーシャルプラットフォームでそれらのブランドに関与している[43]。デロイトによると、米国の消費者の3人に1人は、商品を購入する際にソーシャルメディアの影響を受けるが、ミレニアル世代の47％は、購入時にソーシャルでブランドとのやり取りを考慮している[44]。

## ブランド認知度を高めるために使用されるオンライン手法
デジタルマーケティング戦略には、消費者のブランド認知度を高めるための1つ以上のオンラインチャネルおよび手法（オムニチャネル）の使用が含まれる場合がある。
ブランド認知度の構築には、次のような方法/ツールが含まれる場合がある。

### 検索エンジン最適化（SEO）
検索エンジン最適化手法を使用して、一般的な業界関連の検索クエリに対するビジネスWebサイトおよびブランド関連コンテンツの可視性を向上させることができる。
ブランド認知度を高めるためのSEOの重要性は、検索結果や、注目のスニペット、ナレッジパネル、ローカルSEOなどの検索機能が顧客の行動に与える影響の増大と相関していると言われている。

### 検索エンジンマーケティング（SEM）
PPC広告としても知られるSEMは、検索結果ページやWebサイトの上の目立つ目に見える位置に広告スペースを購入することを含む。検索広告は、ブランドの認知度、認知度、コンバージョンにプラスの影響を与えることが示されている。
有料広告をクリックする検索者の33％は、特定の検索クエリに直接応答するためにクリックする。
検索エンジン マーケティング (SEM) は、有料広告を通じて検索エンジン結果ページ (SERP) での Web サイトの可視性を高めて Webサイトを宣伝する強力なデジタル マーケティング戦略。SEMについて追加すべき点がいくつかある。
1. ペイ・パー・クリック (PPC) 広告
SEM は一般的に PPC 広告と関連付けられており、広告主は自社の製品やサービスに関連する特定のキーワードに入札する。ユーザーが広告をクリックした場合にのみ料金が発生するため、「クリックごとに支払う」という用語が付けられている。
2. 広告オークション
ユーザーが検索クエリを入力すると、検索エンジンは広告オークションを実施して、そのクエリに対してどの広告が表示されるかを決定される。オークションでは、入札額、広告の品質、その他の要素を考慮して、SERPでの広告の順位が決定される。
3. 広告表示オプション
広告主は広告表示オプションを使用して追加情報を提供し、広告の視認性を向上させることができる。広告表示オプションには、サイトリンク、電話番号表示オプション、住所表示オプションなどを含めることができ、広告を操作するためのより多くのコンテキストとオプションをユーザーに提供する。
4. ターゲティング オプション
SEMプラットフォームを使用すると、広告主は場所、人口統計、デバイスの種類、特定のキーワードなどのさまざまな要素に基づいて広告のターゲティングを行うことができる。これにより、広告主は希望する視聴者により効果的にリーチできるようになる。
5. リマーケティングSEM にはリマーケティングも含まれており、広告主は以前に Web サイトにアクセスしたがコンバージョンに至らなかったユーザーにターゲットを絞った広告を表示できる。リマーケティングは潜在的な顧客を再エンゲージし、行動を促すのに役立つ。
6. パフォーマンス追跡
SEM プラットフォームは詳細なパフォーマンス追跡と分析を提供し、広告主がキャンペーンの効果を測定できるようにする。クリックスルー率 (CTR)、コンバージョン率、投資収益率 (ROI) などの指標は、広告のパフォーマンスを最適化するために重要である。
7. A/B テスト
広告主は多くの場合、A/B テストを実行して、さまざまな広告クリエイティブ、コピー、ランディング ページを比較し、どのバージョンのパフォーマンスが優れているかを判断する。 A/B テストは、広告キャンペーンを改良し、全体的なパフォーマンスを向上させるのに役立つ。
8. 競争
SEM分野では、特定のキーワードに対する競争が熾烈になる可能性があり、入札価格と広告の掲載位置に影響を与える。広告主にとって、徹底的なキーワード調査を実施し、市場動向に基づいて戦略を調整することが不可欠である。
9. ランディング ページの最適化
SEM の成功には、適切に最適化された関連性の高いランディング・ページにユーザーを誘導することが重要である。魅力的でユーザーフレンドリーなランディング・ページは、コンバージョン率とキャンペーンのパフォーマンスに大きな影響を与える可能性がある。

### ソーシャルメディアマーケティング
マーケターの70％は、ソーシャルメディアプラットフォームでのマーケティングの最大の目標として、ブランド認知度の向上を挙げている。Facebook、Instagram、Twitter、およびYouTubeは、ソーシャルメディアマーケティングチームが現在使用している上位のプラットフォームとしてリストされている。

### コンテンツマーケティング
マーケターの56％は、パーソナライズされたコンテンツ（ブランド中心のブログ、記事、ソーシャルアップデート、ビデオ、ランディングページ）がブランドの想起とエンゲージメントを向上させると考えている。
Mentionlyticsによると、インタラクティブなコンテンツ作成、ソーシャルポスティング、ゲストブログの要素を組み込んだアクティブで一貫性のあるコンテンツ戦略により、ブランドの認知度とロイヤルティを88％向上させることができる。

## 進化に伴う戦略
従来のマーケティングで発生した大きな変化の1つは、「デジタルマーケティングの出現」（Patrutiu Baltes、Loredana、2015年）でした。これにより、従来のマーケティングにおけるこの大きな変化に適応するためのマーケティング戦略が再発明された（Patrutiu Baltes、 Loredana、2015）。
デジタルマーケティングは絶えず進化し、急速に変化するテクノロジーに依存しているため、デジタルマーケティングの進化に伴う戦略にも同じ機能が期待される。この部分はプレス時点で存在し、使用されている注目すべきハイライトを限定または分離する試みである。
- セグメンテーション：企業間および企業対消費者セクターの両方の特定の市場をターゲットにするために、デジタルマーケティング内のセグメンテーションにより重点が置かれている。
- インフルエンサーマーケティング：重要なノードは、インフルエンサーと呼ばれる関連コミュニティ内で識別される。これは、デジタルターゲティングの重要な概念になりつつある[52]。インフルエンサーは、ブランドがソーシャルメディアとこれらのプラットフォームの多くで利用可能な大勢のオーディエンスを利用できるようにする。FacebookAdvertisingやGoogleAdwordsキャンペーンなどの有料広告、またはSAP C4C、Microsoft Dynamics、Sage CRM、Salesforce CRMなどの高度なsCRM（ソーシャルカスタマーリレーションシップ・マネジメント）ソフトウェアを介してインフルエンサーにリーチすることができる。現在、多くの大学は修士レベルで、インフルエンサーのエンゲージメント戦略に焦点を合わせている。

要約すると、プルデジタルマーケティングは、消費者が積極的にマーケティングコンテンツを求めているのに対し、プッシュデジタルマーケティングは、マーケティング担当者がそのコンテンツを受信者に積極的に求めずにメッセージを送信するときに発生する。
- オンライン行動広告は、ユーザーの興味や好みに合わせた広告を配信するために、「特定のデバイス上で、関連のないさまざまなWebサイト間で、ユーザーのオンライン活動に関する情報を経時的に収集する方法である[53][54]。このような広告は、ユーザーの行動やパターンに応じてカスタマイズされる。
- コラボレーション環境：組織、テクノロジーサービスプロバイダー、およびデジタルエージェンシーの間にコラボレーション環境を設定して、作業、リソース共有、再利用性、および通信を最適化ができる[55]。さらに、組織は、顧客にサービスを提供する方法をよりよく理解できるように顧客を招待している。このデータソースは、ユーザー生成コンテンツと呼ばれる。これらの多くは、組織がアイデアを共有するように人々を招待し、サイトの他のユーザーによって評価される会社のWebサイトを介して取得される。最も人気のあるアイデアは、何らかの形で評価および実装される。データを取得して新製品を開発するこの方法を使用すると、組織と顧客との関係を促進し、他の方法では見落とされがちなアイデアを生み出すことができる。UGCは消費者から直接提供される低コストの広告であり、組織の広告コストを節約できる。
- データドリブン広告：ユーザーはカスタマージャーニーの過程で多くのデータを生成し、ブランドはそのデータを使用して、データドリブンのプログラマティックメディア購入で既知のオーディエンスをアクティブ化できるようになった。顧客のプライバシーを公開することなく、ユーザーのデータをデジタルチャネルから収集ができる（たとえば、顧客がWebサイトにアクセスしたとき、電子メールを読んだとき、またはブランドのモバイルアプリを起動して操作したとき）、ブランドは実際のデータからデータを収集することもできる。実店舗への訪問やCRMおよび販売エンジンのデータセットからの訪問など、世界の顧客とのやり取り。ピープルベースのマーケティングまたはアドレス可能なメディアとしても知られるデータドリブン広告は、ブランドがオーディエンスから忠実な顧客を見つけ、各顧客の瞬間や行動に非常に関連性の高い、はるかに個人的なコミュニケーションをリアルタイムで提供できるようにする[56]。

戦略を決定する際の今日の重要な考慮事項は、デジタルツールが販促環境を民主化したことである。
- リマーケティング：リマーケティングは、デジタルマーケティングで主要な役割を果たす。この戦術により、マーケターは、特定の製品やサービスを検索したり、何らかの目的でWebサイトにアクセスしたりして、関心カテゴリまたは定義されたオーディエンス（一般にWebスピーチではサーチャーと呼ばれる）の前にターゲット広告を公開ができる。
- ゲーム広告：ゲーム広告は、コンピューターまたはビデオゲーム内に存在する。ゲーム内広告の最も一般的な例の1つは、スポーツゲームに表示される看板である。ゲーム内広告は、ゲームのステータスシンボルとして存在する銃や車、衣類などのブランド商品として表示される場合もある。

新しいデジタル時代により、ブランドは、ブランドに興味を持っている可能性のある、または以前のブラウジングの興味に基づいて、顧客を選択的にターゲティングできるようになった。企業はソーシャルメディアを使用して、対象の投稿を表示したい年齢層、場所、性別、興味を選択できるようになった。さらに、顧客の最近の検索履歴に基づいて、インターネットで「フォロー」できるため、類似のブランド、製品、サービスの広告を見ることができる。これにより、企業は最もメリットがあるとわかっている特定の顧客をターゲットにすることができる。彼らの製品やサービスから、デジタル時代まで機能が制限されていたもの。

## 効果の出ないデジタルマーケティング
ヘッドライングローバルマーケティングインデックスによると、デジタルマーケティング活動はまだ世界中で成長している。2018年9月に発表された調査によると、デジタルマーケティング戦術への世界的な支出は1千億ドルに近づいている。デジタルメディアは急速に成長し続け、マーケティング予算が拡大している一方で、従来のメディアは減少している（World Economics、2015）。デジタルメディアは、ブランドが消費者にリーチして、パーソナライズされた方法で製品やサービスに関与するのに役立る。多くの場合効果がない現在の業界慣行として概説されている5つの領域は、クリックの優先順位付け、検索と表示のバランス、モバイルの理解、ターゲティング、視認性、ブランドの安全性と無効なトラフィック、およびクロスプラットフォーム測定である（Whiteside、2016年）。これらの慣行が効果的でない理由と、これらの側面を効果的にするためのいくつかの方法について、以下の点を中心に説明する。

### クリックの優先順位付け
クリックの優先順位付けとは、ディスプレイクリック広告を指すが、2016年のディスプレイ広告の「シンプル、高速、安価」な料金は、米国ではわずか0.10％となっている。これは、1000回に1回のクリック広告が関連しているため、ほとんど効果がないことを意味する。これは、マーケティング会社がディスプレイ広告の効果を評価するためにクリック広告を使用するだけではいけないことを示している（Whiteside、2016年）。

### 検索とディスプレイ広告のバランス
デジタルディスプレイ広告の検索と表示のバランスをとることは重要である。マーケターは最後の検索を見て、これのすべての有効性を評価する傾向がある。これは、消費者の心の中にブランド価値を確立する他のマーケティング活動を無視する。ComScoreは、100を超えるマルチチャネル小売業者によって作成されたオンラインデータを利用して、デジタルディスプレイマーケティングが有料検索と比較した場合、またはその横に配置された場合に強みをもたらすと判断した（Whiteside、2016年）。そのため、誰かがディスプレイ広告をクリックすると、会社はホームページではなくランディングページを開くようにアドバイスされている。ランディングページには通常、このページを超えて検索するために顧客を引き付ける何かがある。一般的に、マーケターは検索広告にさらされた人々の間で売り上げの増加を注視する。ただし、検索キャンペーンと比較して、ディスプレイキャンペーンでリーチできる人数の事実を考慮する必要がある。ディスプレイが検索キャンペーンとの相乗効果を考慮した場合、マルチチャネル小売業者のリーチは拡大する。ディスプレイキャンペーンはブランドの認知度を高め、検索キャンペーンを実行するときにこれらのデジタル広告をクリックする人が増えるため、全体として検索とディスプレイの両方の側面が評価される（Whiteside、2016年）。
モバイルを理解する：モバイルデバイスを理解することは、デジタルマーケティングの重要な側面である。これは、スマートフォンとタブレット端末が、米国の消費者がオンラインになっている時間の64％を占めているためである（Whiteside、2016年）。アプリは、最初にアプリをダウンロードする必要があり、次に人が実際にそれを使用する必要があるため、マーケターに大きな機会と課題を提供する。スマートフォンアプリに費やされる時間の半分は、最も使用されている単一のアプリで発生し、時間のほぼ85％が上位4つの評価されたアプリで発生するため、これは難しい場合がある（Whiteside、2016年）。モバイル広告は、様々な商業目的の達成に役立ち、画面全体を引き継ぐため効果的であり、音声またはステータスが高く評価される可能性がある。ただし、メッセージを邪魔なものとして見たり考えたりしてはならない（Whiteside、2016年）。モバイルデバイスで使用されるデジタルメディアの欠点には、限られたクリエイティブ機能とリーチも含まれる。製品情報を選択するユーザーの資格を含む多くの肯定的な側面があるが、デジタルメディアは柔軟なメッセージプラットフォームを作成し、直接販売の可能性がある（Belch＆Belch、2012）。
クロスプラットフォーム測定：測定手法の複雑さが増すにつれて、マーケティングチャネルの数は増え続けている。クロスプラットフォームビューを使用して、オーディエンス測定とメディアプランニングを統合する必要がある。市場調査員は、オムニチャネルが消費者の行動にどのように影響するかを理解する必要があるが、広告が消費者のデバイスにある場合、これは測定されない。クロスプラットフォーム測定の重要な側面には、重複排除と、以前に到達した人々に対してより多くのインプレッションを提供するのではなく、別のプラットフォームで増分レベルに到達したことの理解が含まれる（Whiteside、2016年）。例としては、「ESPNとcomScoreがProject Blueprintで提携し、スポーツ放送局がデジタル広告のおかげで重複のない1日あたりのリーチが21％増加したことを発見した」（Whiteside、2016年）。テレビやラジオ業界は、デジタル広告やその他の技術広告と競合する電子メディアだが、テレビ広告はプラットフォームとデジタルテクノロジーを横断できるため、オンラインデジタル広告と直接競合していない。ラジオはまた、オンラインストリーミングコンテンツにおいて、クロスプラットフォームを通じて力を獲得する。テレビとラジオは、複数のプラットフォームにわたって視聴者を説得し、影響を与え続けている（Fill、Hughes、およびDe Franceso、2013年）。
ターゲティング、視認性、ブランドの安全性、無効なトラフィック：ターゲティング、視認性、ブランドの安全性、無効なトラフィックはすべて、マーケターがデジタル広告を提唱するために使用する側面がある。クッキーはデジタル広告の一形態であり、デスクトップデバイス内の追跡ツールである。Webブラウザーによる削除、デバイスの複数のユーザー間での並べ替えの不能、ユニークビジターの不正確な見積もり、リーチの誇張、頻度の理解、広告サーバーの問題など、Cookieが削除された時期と時期を区別できないという問題が発生する。消費者はこれまで広告にさらされたことがない。クッキーの影響を受ける不正確さのために、ターゲット市場の人口統計は低く、変動する（Whiteside、2016年）。デジタルマーケティングの影響を受けるもう1つの要素は、「視認性」、つまり広告が実際に消費者に見られたかどうかである。多くの広告は消費者に表示されず、適切な人口統計セグメントに到達しない可能性がある。ブランドの安全性は、広告が非倫理的であるか不快なコンテンツを含むコンテキストで作成されたかどうかの別の問題である。広告が公開されたときに詐欺を認識することは、マーケターが直面するもう1つの課題となっている。これは、プレミアムサイトが不正なトラフィックを検出するのにより効果的であるため、無効なトラフィックに関連しているが、非プレミアムサイトの方が問題である（Whiteside、2016年）。

### チャンネル
デジタルマーケティングチャネルは、デジタルネットワークを介して、製品の価値を生み出し、加速し、生産者から消費者の端末に送信できるインターネットベースのシステム。デジタルマーケティングは、複数のデジタルマーケティングチャネルによって促進される。広告主としての主な目的は、最大の双方向コミュニケーションとブランドの全体的なROIを向上させるチャネルを見つけること。つまり、利用可能な複数のデジタルマーケティングチャネルがある。
1. アフィリエイトマーケティング
2. ディスプレイ広告
3. 電子メールマーケティング
4. 検索エンジンマーケティング (SEM) / 検索エンジンの最適化 (SEO)
5. ソーシャルメディアマーケティング
6. ソーシャルネットワーキングサービス
7. ゲーム内広告
8. オンラインPR
  - ビデオ広告
9. 純広告
10. コンテンツマーケティング
11. スポンサーコンテンツ
12. インバウンドマーケティング

デジタルマーケティングでは、消費者がコミュニティベースのサイトで企業にフィードバックを返すか、電子メールで直接企業にフィードバックできるため、企業が消費者に連絡を取り、双方向のコミュニケーションモデルを作成することが重要である。企業は、複数の形式のチャネルを使用し、ターゲットとなる消費者に関連するプロモーション戦略や口コミマーケティングを使用して、この長期的なコミュニケーション関係を模索する必要がある。

#### ソーシャルメディアマーケティングのメリット
- 電話や電子メールベースの広告などの従来のマーケティングでは到達できなかった、大規模で多様なオーディエンスに企業が宣伝できるようにする[67]。
- ほとんどのソーシャルメディアプラットフォームでのマーケティングは、ほとんどまたはまったく費用がかからないため、事実上あらゆる規模の企業が利用できる。
- 特定の人口統計および市場を対象とした、パーソナライズされたダイレクトマーケティングに対応する。
- 企業は顧客と直接やり取りできるため、顧客はフィードバックを取得して問題をほぼ即座に解決できる。
- 企業が市場調査を行うための理想的な環境[68]。
- 競合他社に関する情報を取得し、競争上の優位性を高める手段として使用できる。
- ソーシャルプラットフォームは、ブランドイベント、取引、ニュースを宣伝するために使用できる。
  - プラットフォームを使用して、ポイントや割引の形でインセンティブを提供することもできる。

### 自己制御
ICCコードには、ガイドライン全体でデジタルインタラクティブメディアを使用したマーケティングコミュニケーションに適用される統合ルールがある。デジタルインタラクティブメディアの技術とプラットフォームに固有の問題を扱う完全に更新されたセクションもある。デジタルインタラクティブメディアの使用に関するコードの自主規制には、次のものが含まれる。
- 消費者が広告やマーケティングの目的でデータを収集しないことを選択できるようにするための明確で透明なメカニズム。
- ソーシャルネットワークサイトが商用であり、マーケティング担当者の管理下または影響下にあることを明確に示す。
- 消費者が提供されているものに関心を持っていると信じる合理的な理由がある場合にのみ、マーケターが直接通信するように制限が設定されている。
- ソーシャルネットワークで許容される商業的行動の規則と基準を尊重し、フォーラムまたはサイトがそれらを受け取る意思を明確に示している場合にのみ、マーケティングメッセージを投稿する。
- 子供のための特別な注意と保護[69]。

## 戦略

### 計画
デジタルマーケティング計画は、マーケティング管理で使用される用語である。それはより広いデジタルマーケティングシステムのためのデジタルマーケティング戦略を形成する最初の段階を説明する。デジタルと従来のマーケティング計画の違いは、ソーシャル、ウェブ、モバイル、スキャン可能な表面などのデジタルベースのコミュニケーションツールとテクノロジーを使用していることである。 それにもかかわらず、どちらもビジョン、会社の使命、および包括的なビジネス戦略と一致している。

### 計画の段階
Dave Chaffey博士のアプローチを使用すると、デジタルマーケティング計画（DMP）には、機会、戦略、行動の3つの主要な段階がある。彼は、成功するデジタルマーケティング戦略の実装を検討している企業は、機会、戦略、および行動を検討することによって計画を構築する必要があることを示唆している。この一般的な戦略的アプローチには、多くの場合、状況のレビュー、目標設定、戦略の策定、リソースの割り当て、および監視のフェーズがある。

#### 1）機会
効果的なDMPを作成するには、企業は最初に市場をレビューし、「SMART」（具体的、測定可能、実用的、関連性、および期限付き）の目標を設定する必要がある。企業は、会社と競合他社の現在のベンチマークと主要業績評価指標（KPI）を確認することにより、SMARTの目標を設定できる。KPIに使用される分析は、会社のタイプ、目的、使命、およびビジョンに合わせてカスタマイズすることが適切である。
企業は、自社のアウトリーチとインフルエンサーのアウトリーチを確認することで、マーケティングと販売の機会をスキャンできる。これは、共同マーケティング担当者の影響とブランドの関連性を分析できるため、競争上の優位性があることを意味する。
チャンスをつかむために、会社は現在の顧客のペルソナを要約し、そこからデジタルマーケティング能力を推測できる購入の道のりを要約する必要がある。つまり、現在の場所と、デジタルマーケティング戦略に割り当てることができるリソース（労働力、時間など）の数を明確に把握する必要がある。購入の過程を要約することで、目標を達成するか、新しい目標を提案して利益を増やす将来のマーケティング機会のギャップと成長を認識することもできる。

#### 2）戦略
計画されたデジタル戦略を作成するには、会社はデジタル提案（消費者に提供しているもの）を確認し、デジタル顧客ターゲティング手法を使用してそれを伝達する必要がある。したがって、オンラインバリュープロポジション（OVP）を定義する必要がある。つまり、企業は、ブランドポジショニングなど、オンラインで顧客に提供しているものを明確に表現する必要がある。
また、ターゲット市場セグメントとペルソナを（再）選択し、デジタルターゲティングアプローチを定義する必要がある。
これを効果的に行った後、オンラインオプションのマーケティングミックスを確認することが重要である。マーケティングミックスは、製品、価格、プロモーション、場所の4つのPで構成される。 一部の学者は、マーケティングプロセス、場所、および外観の従来の4Pに3つの要素を追加して、マーケティングの7Pにした。

#### 3）アクション
第3の最終段階では、会社は予算と管理システムを設定する必要がある。これらは、すべてのデジタルプラットフォームで到達したオーディエンスなど、測定可能なタッチポイントである必要がある。さらに、マーケティング担当者は、予算と管理システムが会社の有料メディア、所有メディア、および獲得メディアを統合していることを確認する必要がある 計画のアクションと最終段階では、口頭、視覚、または書面によるオンラインメディアなど、測定可能なコンテンツ作成を実施する必要もある。 。
デジタルマーケティング計画を確認した後、デジタル通信のスケジュールされた形式（例：ガントチャート）は、会社の内部業務全体でエンコードする必要がある。これにより、使用されるすべてのプラットフォームが一致し、デジタルマーケティング戦略の次の段階で相互に補完し合うことが保証される。

### 市場を理解する
マーケターが消費者に手を差し伸べ、彼らの思考プロセスを理解する方法の1つは、いわゆる共感マップを使用することである。共感マップには4段階のプロセスがある。最初のステップは、消費者が人口統計で考えているであろう質問をすること。2番目のステップは、消費者が抱いているかもしれない感情を説明すること。3番目のステップは、消費者が自分の状況で何を言うかを考えること。最後のステップは、他の3つのステップに基づいて、消費者が何をしようとするかを想像することである。このマップは、マーケティングチームがターゲットの人口統計の立場に立つことができるようにするためのものである。Web Analyticsは、消費者を理解するための非常に重要な方法でもある。彼らは人々が各ウェブサイトのためにオンラインで持っている習慣を示している。これらの分析の1つの特定の形式は、マーケターが消費者がどのルートにいるかを把握するのに役立つ予測分析である。これは、他の分析から収集された情報を使用して、人々が何をするかについてさまざまな予測を作成し、企業が人々の傾向に応じて次に何をすべきかについて戦略を立てることができるようにする。
- 消費者行動-製品またはサービスの購入プロセスに影響を与える消費者の習慣または態度[85]。消費者の行動は、特にデジタル環境とデバイスに関連して、購入プロセスのほぼすべての段階に影響を与える。
- 予測分析-潜在的な将来の傾向または行動を予測するために既存のデータを利用することを含むデータマイニングの形式[86]。企業が顧客の将来の行動を予測するのを支援できる。
- 購入者のペルソナ-ブランド認知や購入行動などの習慣に関する消費者行動の調査を採用して、見込み客のプロファイルを作成する。購入者のペルソナを確立することは、企業が彼らの聴衆と彼らの特定の欲求/ニーズをよりよく理解するのを助ける。
- マーケティング戦略-市場内の潜在的なポジショニングと将来のターゲットオーディエンスを決定するためにブランドが採用する戦略的計画。セグメンテーションとポジショニングという2つの重要な要素が関係している。マーケティング戦略を策定することにより、企業はマーケティングおよび購入プロセスの各ステップをより適切に予測および計画することができる。

## シェアリングエコノミー
「シェアリングエコノミー」とは、十分に活用されていない資源を獲得することを目的とした経済パターンを指す。今日、シェアリングエコノミーは、労働、産業、流通システムを含む多くの伝統的な要素に想像を絶する影響を及ぼしてきた。この影響は、一部の業界が明らかに脅威にさらされていることを無視することはできない。シェアリングエコノミーは、所有権、資産、採用などの特定の概念の性質を変えることで、従来のマーケティングチャネルに影響を与えている。
デジタルマーケティングチャネルと従来のマーケティングチャネルは、製品またはサービスの価値が一種のサプライチェーンによって元の生産者からエンドユーザーに渡されるという機能が似ている。ただし、デジタルマーケティングチャネルは、デジタルネットワークを介して生産者から消費者に製品またはサービスを作成、宣伝、および配信するインターネットシステムで構成されている。マーケティングチャネルへの変化の増加は、シェアリングエコノミーの拡大と成長に大きく貢献している。マーケティングチャネルへのそのような変化は、前例のない歴史的な成長を促した。この典型的なアプローチに加えて、デジタルマーケティングチャネルの組み込みの制御、効率、および低コストは、シェアリングエコノミーのアプリケーションに不可欠な機能である。
シェアリングエコノミー内のデジタルマーケティングチャネルは、通常、電子メール、ソーシャルメディア、検索エンジンマーケティングまたはSEMを含む3つのドメインに分けられる。
- 電子メール-有益で、宣伝的で、多くの場合、顧客関係管理の手段として特徴付けられるダイレクトマーケティングの形式[90]。組織は、消費中に発生したニュースレターメールを購読することにより、ユーザーへのアクティビティまたはプロモーション情報を更新できる。成功は、過去、現在、そして将来の顧客からの連絡先情報にアクセスする企業の能力に依存している。
- ソーシャルメディア-ソーシャルメディアには、従来のマーケティングチャネルよりも短い時間枠でより多くのオーディエンスにリーチする機能がある。これにより、ソーシャルメディアは消費者の関与と情報の普及のための強力なツールになる。
- 検索エンジンマーケティングまたはSEM-オンラインプラットフォームに組み込まれているテクノロジーに関するより専門的な知識が必要である。このマーケティング戦略には、企業のデジタルプレゼンスの継続的な改善に対する長期的な取り組みと献身が必要である。

他の新しいデジタルマーケティングチャネル、特にブランド化されたモバイルアプリは、シェアリングエコノミーで優れている。ブランド化されたモバイルアプリは、顧客と会社の間のエンゲージメントを開始するために特別に作成されている。このエンゲージメントは通常、娯楽、情報、または市場取引を通じて促進される。